# Parlamento de Sri Lanka
El Parlamento de la República Democrática Socialista de Sri Lanka (en cingalés: ශ්‍රී ලංකා පාර්ලිමේන්තුව Shri Lanka Parlimenthuwa, en tamil: இலங்கை நாடாளுமன்றம்) es la cámara legislativa suprema de Sri Lanka. Es el único órgano en poseer soberanía legislativa, y por lo tanto, poder absoluto sobre los demás cuerpos políticos en la isla. Está basado en el Parlamento británico.
Está compuesto por 225 miembros conocidos como Parlamentarios. Estos son elegidos mediante representación proporcional para un período de 5 años, por medio de sufragio universal. El parlamento se reserva el poder de hacer todas las leyes del país.
El Presidente de Sri Lanka tiene el poder de convocar, suspender, prorrogar o terminar una sesión legislativa y para disolver el Parlamento. El Presidente del Parlamento dirige la Cámara legislativa, y en su ausencia, lo hace el vicepresidente y el presidente de los Comités o el vicepresidente de los Comités.

## Atribuciones
El parlamento tiene la facultad de promulgar leyes, incluyendo aquellas que tienen efecto retroactivo, y que pueden agregar, derogar o reformar cualquier disposición de la Constitución.

## Historia

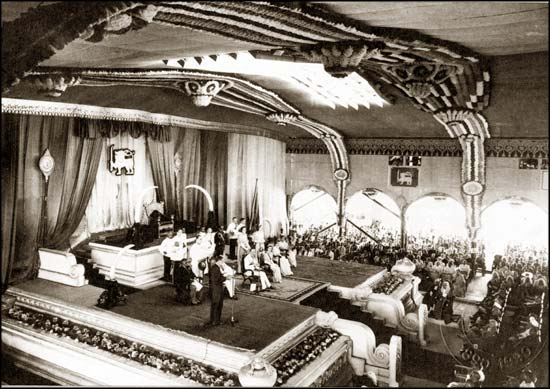
Apertura en 1947 del 1°Parlamento en el Salón conmemorativo de la Independencia por el Príncipe Enrique, Duque de Gloucester en la presencia de D.S. Senanayake, el primer Primer ministro de Sri Lanka.

La primera legislatura establecida en Ceilán fue el Consejo Ejecutivo y el Consejo Legislativo, los cuales fueron establecidos el 13 de marzo de 1833, en base a las recomendaciones de la comisión Colebrook-Cameron. El Consejo Ejecutivo estaba compuesto por el secretario colonial, el oficial al mando de las Fuerzas Militares, el fiscal general, el auditor general y el tesorero, y entre las funciones estaba en el asesoramiento, el cual era presidido por el gobernador de Ceilán, quien presidía las reuniones y los consultaba, pero tenía también la libertad de ignorar los consejos del grupo. Al principio estaba compuesto únicamente por funcionarios británicos, pero posteriormente se integraron ciudadanos nativos. Al principio estuvo conformado por 16 miembros, y posteriormente ascendió a 46 miembros, los cuales eran elegidos por el Consejo Legislativo, pero solo un grupo reducido de estos tenían el derecho de votar.
En 1931, se disuelve el Consejo Legislativo, y en su lugar se establece el Consejo del Estado de Ceilán, quien tiene mayores atribuciones con sus 101 miembros elegidos mediante sufragio universal, según lo establecido por la Constitución de Donoughmore.
Previo a la concesión de independencia y el establecimiento del Dominio de Ceilán, el 4 de febrero de 1948, se establece un nuevo parlamento bicameral en 1847, de acuerdo a las recomendaciones de la Comisión Soulbury, y luego de que se disolviera el Consejo del Estado. Está basado en el sistema Westminster con una cámara alta, el Senado, cuyos miembros son designados y unacámara baja, la Cámara de Representantes, cuyos miembros son elegidos mediante elección popular. La Cámara de Representantes estaba integrada por 101 miembros (aumentado a 157 en 1960) y el Senado estaba compuesto por 30 miembros, de los cuales 15 eran designados por la Cámara de Representantes, y los otros 15 restantes eran designados por el Gobernador general de Ceilán.
El Senado fue abolido el 2 de octubre de 1971. El 22 de mayo de 1972, cuándo se promulgó la constitución republicana, la Cámara de Representantes fue reemplazada con la Asamblea Nacional de Estado conformado por 168 miembros elegidos democráticamente. Este mismo fue sucedido por el Parlamento de Sri Lanka, cuándo en 1977, surge la actual Constitución de la República Socialista Democrática de Sri Lanka.
En 1987, una granada fue arrojada en una sala de conferencias, al interior del complejo del Parlamento, en donde se congregaban los diputados del gobierno. Dos personas fallecieron y 16 resultaron heridas, pero el objetivo del ataque, el presidente J. R. Jayawardene salió ileso. El movimiento Frente de Liberación Popular se atribuyó la responsabilidad del atentado.
El 20 de agosto de 2015, dos grande partidos, el Partido Nacional Unido y el Partido de la Libertad del Sri Lanka firmaron un memorándum de entendimiento para formar el Gobierno Nacional, a fin de abordar el principal conflicto étnico del país, que ya llevaba 30 años de existencia. Esta fue la primera vez en la historia política de Sri Lanka, en la que dos grandes partidos políticos estaban bajo un gobierno conjunto. La Secretaría Presidencial anunció que el Gobierno iba a funcionar como una junta (unidad nacional), conformado por aquellos dos principales partidos. El líder del Partido Nacional Unido, cuyo partido obtuvo la mayoría de los escaños, logró asumir como Primer ministro.

## Miembros y elecciones
De los 225 miembros, 196 son elegidos desde 22 distritos electorales, de los cuales son circunscripciones. Los 29 miembros restantes son elegidos a partir de listas nacionales asignadas a los partidos (y grupos independientes) en proporción a su participación en el voto nacional.

### Cualificaciones
Cualquier ciudadano srilanqués puede ser elegido para el parlamento, menos aquellos que están inhabilitados por el Artículo 90 de la Constitución, entre los que incluyen al:
- Presidente de la República
- Funcionario público, judicial o de una empresa estatal
- Miembro de la Fuerza Regular del Ejército, Armada o Fuerza Aérea; con la excepción de quienes poseen el rango de Mariscal de campo
- Oficial de policía o funcionario público relacionado con esta institución
- Individuo declarado en bancarrota o insolvente, de acuerdo a los términos de lo que establece la ley
- Individuo que se postula como candidato de más de un distrito, o que representa a más de un partido político en el mismo distrito
- Individuo que posee una ciudadanía extranjera
- Individuo declarado culpable por un tribuna competente o por la Comisión Presidencial Especial de Investigación.

### Oficiales
Cuando el Parlamento se reúna por primera vez después de las elecciones generales, se elegirá a 3 miembros que ejerzan como Vocero, Vocero adjunto, y Presidente de los Comités (conocidos sencillamente como un segundo Vicepresidente) y el vicepresidente de los Comités. Mientras presiden el cargo, el Vocero y Vocero adjunto utilizan una vestimenta ceremonial.

### Pensiones y Beneficios
Salario básico

Un Parlamentario recibe un salario mensual de $54 285 rupias (US$813,2 dólares), mientras que los Ministros y Viceministros de Estado reciben un salario aplicable al grado de sus ministerios.
Asignaciones
Además del salario mensual, los diputados tienen derechos a asignaciones. Aquellos diputados que no poseen un cargo ministerial, recibirán una asignación de entretenimiento de 1000 rupias (US$14,98 dólares) y una asignación de chófer (si es que no le es asignado por el gobierno) de 3000 rupias (US$44,94 dólares) mensuales. Todos los diputados tienen derecho a una asignación diaria y asignación por comisión de 2500 rupias (US$37,45 dólares) por cada uno.
Gastos de oficina
Cada diputado tiene derecho a un subsidio de oficina mensual de 100 000 rupias (US$1498 dólares), 50 000 rupias (US$749 dólares) para gastos telefónicos y un subsidio personal de 10 000 rupias (US$149,8 dólares) para 4 empleados de su oficina. Al comienzo de cada trimestre, un diputado tiene asignaciones para comprar equipos de oficina, como computadoras, fotocopiadoras y fax. Reciben un servicio de franqueo anual gratuito de 175 000 rupias (US$2621,5 dólares).
Asignaciones de viaje
Cada diputado tiene derecho a una asignación por el combustible gastado desde su distrito electoral hasta la sede del Parlamento (Colombo 283.94l; Gampaha y Kaluthara 355.58l) y un permiso libre de impuestos para importar vehículos bajo su nombre.
Residencia y vacaciones

Los diputados de cualquier distrito fuera de la ciudad de Colombo pueden hospedarse en el Complejo Habitacional Madiwela o una asignación para arrendar una vivienda. Además, en días festivos, los diputados y sus familias tienen el uso exclusivo de la Casa del General, que es un bungalow de 19 habitaciones, ubicado en Nuwara Eliya, el cual es mantenido por la oficina de asesoría parlamentaria del departamento de administración de la secretaría del Parlamento.
Otros beneficios
Los diputados tienen derecho a recibir comidas subsidiarias del área del comedor del Parlamento. Los diputados más jóvenes sin estudios de enseñanza superior, reciben admisión directa al Colegio de Abogados de Sri Lanka, sin la necesidad de presentar un examen de admisión.
Pensiones
Al terminar su período parlamentario, el diputado recibirá una pensión vitalicia por parte del gobierno.

## Secretaría del Parlamento
La Secretaría del Parlamento, encabezada por el Secretario General del Parlamento, está a cargo de todas las funciones administrativas de este. Hasta 1972, el cargo era conocido como Empleado del Parlamento. El Secretario General es nombrado por el presidente de la República, bajo la aprobación del Consejo Constitucional. El Sargento en armas es el responsable de mantener la ley, el orden y la seguridad en las instalaciones del Parlamento, y también actúa como maestro de ceremonias. También es el que lleva la maza ceremonial, un símbolo de la autoridad ante el Pueblo y el Parlamento, quien se presenta cada día ante el presidente del Parlamento, y la maza se coloca en la mesa de la Cámara durante las sesiones. Actualmente, la administración de secretaría del parlamento está dividida a ocho departamentos.
Estos departamentos son:
- Departamento del Sargento en Armas
- Departamento de Administración
- Departamento de Servicios Legislativos
- Departamento de Hansard
- Departamento de Finanzas y Suministros
- Departamento de Sistemas de Información y Administración
- Departamento de Coordinación de Ingenieros
- Departamento de Abastecimiento y Gestión interna

El Comité Asesor del Personal (SACO), establecido en virtud a la Ley de Asesoramiento Parlamentario, son quienes brindan el asesoramiento y orientación a la Secretaría Parlamentaria con respecto a asuntos relacionados con el personal del Parlamento. El SACO está compuesto por un Vocero (Presidente), el Líder de la Cámara, el ministro de Finanzas y el Líder de la Oposición.
La secretaría mantiene la Residencia del Vocero y el Complejo Habitacional Madiwela para diputados, el bungalow de 19 habitaciones para diputados, y la Casa General en Nuwara Eliya. El Parlamento también es propietario del Mumtaz Mahal, el cual era la antigua sede del Vocero parlamentario y el Srawasthi Mandiraya, la ex-sede del Parlamento. Actualmente, estos edificios son sede para otros cargos gubernamentales.

## Edificios de parlamento

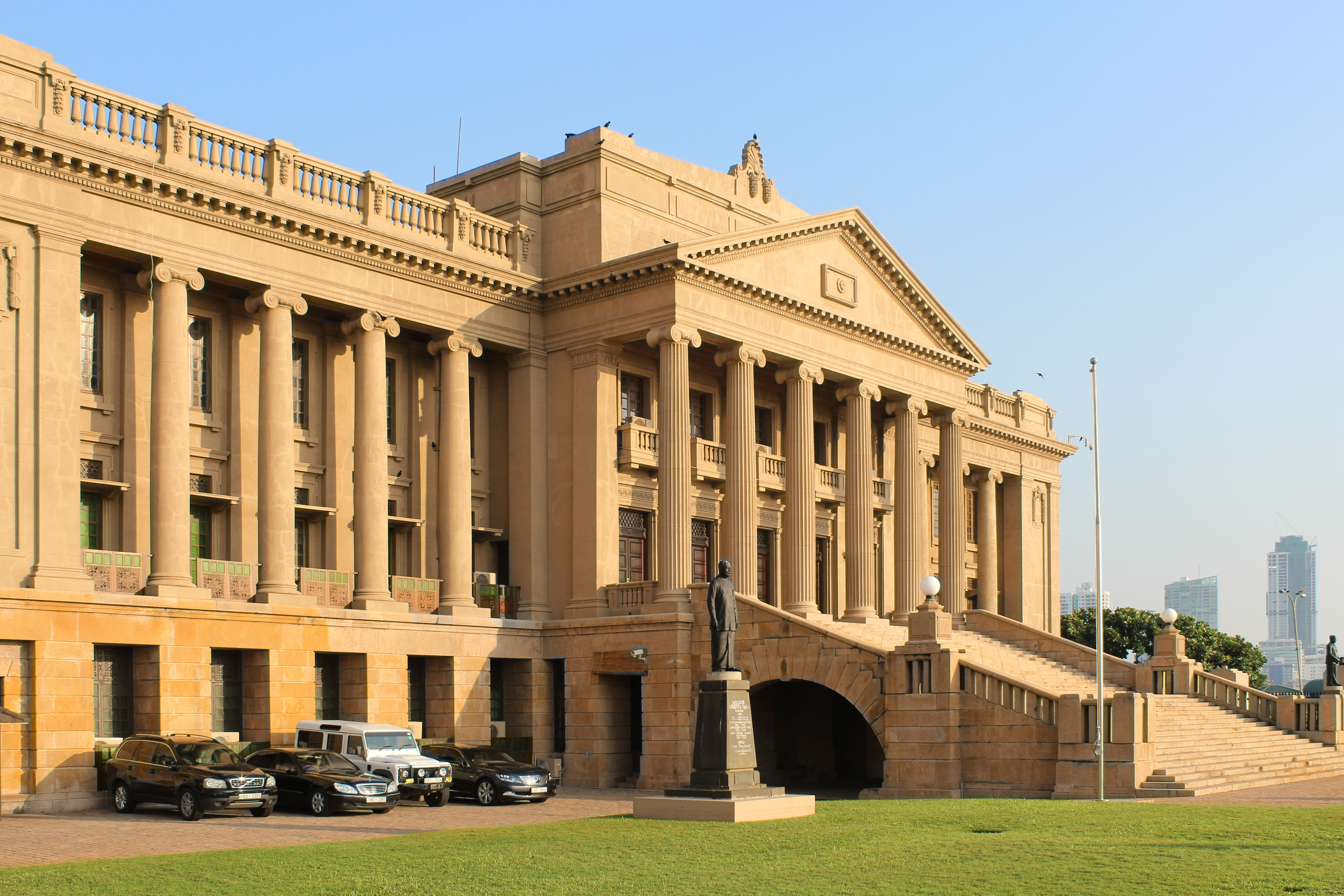
Edificio anterior del Parlamento, cerca de la Galle Face Green, actual sede de la Secretaría Presidencial

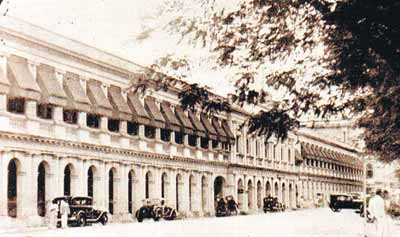
Antigua sede del Consejo Legislativo, Colombo Fort. Actualmente es la sede del Ministerio de Asuntos Exteriores.

Bajo el Gobierno colonial británico, cuándo el Consejo Ejecutivo y el Consejo Legislativo fueron establecidos en 1833, se congregaban a Gordon Gardens, el cual es el actual  "Edificio de la República", ocupado por el Ministerio de Asuntos Exteriores. El 29 de enero de 1930, el Gobernador británico de Ceilán, Sir Herbert Stanley (1927–1931), abrió un edificio frente al mar llamado Galle Face, Colombo, diseñado para las reuniones del Consejo Legislativo. Fue posteriormente utilizado por el Consejo Estatal (1931–1947), la Cámara de Representantes (1947–1972), la Asamblea Nacional de Estado (1972–1977) y el Parlamento de Sri Lanka (1977–1981). Actualmente, ese edificio es utilizado como la sede de la Secretaría Presidencial.
En 1967, bajo la época como Vocero de Albert F. Peris, los líderes de los partidos políticos resolvieron unánimemente de que se construyera una nueva sede del Parlamento en el lado opuesto del Lago Beira desde el Parlamento existente en Galle Face, pero no se tomaron acciones adicionales. Mientras Stanley Tillekeratne era el Vocero (1970–1977), los líderes de los partidos políticos confiaron a arquitectos, en la elaboración de planos para un nuevo edificio del Parlamento, pero el proyecto fue rápidamente abandonado.
El 4 de julio de 1979, el Primer ministro Ranasinghe Premadasa obtuvo la aprobación del Parlamento para que se construyera una nueva sede del Parlamento en Duwa, una isla de 5 hectáreas (12 acres) en el Diyawanna Oya (cerca de Baddegana Road, Pita Sri Jayawardenapura-Kotte), y ubicado a 16 kilómetros (9.9 millas) al este de Colombo. La isla había sido la sede del palacio de Nissaka Alakesvara, un poderoso ministro quién sirvió al rey Vikramabahu III. Había pertenecido a E. W. Perera antes de entregársela al Estado.
El edificio fue diseñado por el arquitecto Deshamanya Geoffrey Bawa y construido con fondos estatales. El 29 de abril de 1982, la nueva sede del Parlamento fue inaugurado por el presidente J.R. Jayewardene.